# Rignac (Aveyron)
Rignac è un comune francese di 2 089 abitanti situato nel dipartimento dell'Aveyron nella regione dell'Occitania.

## Società

### Evoluzione demografica
Abitanti censiti